# Het boek Louis
Het boek Louis is een boek van de Nederlandse entertainer en presentator Joris Linssen uit 2022. Het 204 bladzijden tellende biografisch werk gaat over zijn stiefvader Louis (Loek) van Es.
Volgens Linssen speelde zijn stiefvader een grote rol in zijn leven. De donkere kanten van alcoholverslaving en de duistere wereld waarin Louis zich bevond, hadden aanvankelijk een grote aantrekkingskracht op Linssen. Maar ook het feit dat Louis zichzelf uiteindelijk wist los te maken van zijn problemen, was van invloed op Linssen en zijn verdere carrière.

## Verhaal
Louis werd in een taxi geboren als zoon van een prostituee. Aanvankelijk werd hij te vondeling gelegd, maar zijn moeder haalde hem weer terug. Desondanks verbleef hij vooral bij pleegouders en op internaten. Louis raakte verslaafd aan drank en gokken. Toen hij 21 jaar oud was, werd zijn moeder vermoord.
Toen Joris Linssen 17 jaar oud was, kreeg zijn moeder een relatie met Louis. Met hulp van lotgenoten en hulpverleners wist Louis van zijn alcoholverslaving af te komen, en kon hij ook andere verslaafden helpen hun problemen op te lossen.
Hij bracht een deel van zijn leven door in Deurne als horecaondernemer op het Nederlands Hippisch Centrum in Deurne en in bij snackbar Neerkants Eethuis. In 2019 overleed Louis.